# Leónidas Plaza Gutiérrez
Leónidas Plaza Gutiérrez de Caviedes (Charapotó, Sucre, Manabí, 18 de abril de 1865 - Huigra 17 de noviembre de 1933) fue un político y militar ecuatoriano. Fue presidente de Ecuador en dos períodos distintos: desde el 1 de septiembre de 1901 al 31 de agosto de 1905 y del 1 de septiembre de 1912 al 31 de agosto de 1916.

## Biografía
Nació el 18 de abril de 1865. En Charapotó existe a la partida de bautizo de  José León Julio Plaza Gutiérrez, a quien la familia dice que le cambiaron el nombre sus padres, por amor a un hijo anterior llamado Leonidas que murió. Roberto Andrade publicó en 1912 que el único Leónidas era nacido en Barbacoas, puerto colombiano a orillas del río Telembí, y que la partida de bautizo en Charapotó corresponde a un hermano suyo. Su padre fue José Buenaventura Plaza Centeno, que, nacido en Charapotó de una familia distinguida, se trasladó muy joven a Colombia, donde fue diputado a las Cámaras de Barbacoas (Colombia), a las legislaturas del estado, del cual fue también procurador y representante al Congreso de 1864; después se trasladó a Bahía de Caráquez y actuó como agente de la Casa Seminario y en el periodismo; y de Alegría Gutiérrez Sevillano, barbacoana.
El general Leónidas Plaza Gutiérrez fue elegido presidente con 65.781 votos contra los 7.915 para Lizardo García, los 182 por el general Manuel Antonio Franco y los 196 votos emitidos a favor de otras personas. Durante el proceso de elecciones que se inició en 1900, Alfaro y Plaza se distanciaron entre sí y ocasionaron el resquebrajamiento ideológico y político del Partido Liberal.
Pocos son los datos que se tienen sobre sus primeros años y su educación, pero se conoce que durante su juventud se dedicó a la venta de «chicha», hasta que Eloy Alfaro, de paso hacia Bahía de Caraquez, lo encontró por allí y lo enroló en su milicia revolucionaria. Participó entonces en la campaña de la Restauración, y el 9 de julio de 1883 intervino como abanderado en la toma de Guayaquil, con la que se puso fin al gobierno dictatorial del Gral. Ignacio de Veintemilla.
En febrero de 1883 se sumó en un cuartel de Bahía a las fuerzas Regeneradoras del General Alfaro y avanzó con ellas sobre Portoviejo, Montecristi, Jipijapa y Mapasingue. El 3 de junio tomó parte en el combate de los baños del estero salado y desalojaron a las fuerzas del gobierno que los ocupaban. El General José María Sarasti, que comandaba las fuerzas del interior de la República y se hallaba presente, consiguió de Alfaro que ordenara el cese de los fuegos, impidiéndoles tomar ese día a Guayaquil.
También asistió al combate de Puerto Liza con el vapor de guerra "Huacho" y otros de la flotilla dictatorial, que pusieron en fuga con bastantes daños y bajas. Finalmente el 9 de julio entró a Guayaquil como Teniente del Batallón Esmeraldas.
El 14 de noviembre de 1884 plegó en Charapotó a la revolución liberal contra el presidente Caamaño y formando parte del contingente armado de su pariente Juan Francisco Centeno pasó a Bahía y se embarcó en diciembre en el vapor "Alajuela":
Al día siguiente se produjo el desigual combate naval de Jaramijó. El Alajuela dio buena cuenta del Huacho en pocos minutos. Plaza estuvo entre los primeros que abordaron con Fidel Andrade y el Contramaestre Pancho Domínguez; las restantes fuerzas navales del gobierno al mando del General Reinaldo Flores llegaron a toda máquina en el "Nueve de Julio", tratando de ayudar a los suyos, pero hallaron a los dos barcos incendiados, que se iban a pique.
Mientras tanto Alfaro y los suyos habían ganado las playas a nado y se internaban en las selvas de Esmeraldas, combatiendo en retirada hasta las fronteras por Tumaco.
Después de sufrir esta odisea huyó a Panamá y estuvo que ganarse la vida como simple jornalero, pero el 18 de agosto de 1885 el gobierno colombiano le obligó a salir de allí. Entonces Alfaro le recomendó ante su amigo personal Francisco Menéndez, político liberal y Presidente de la República de El Salvador, quien lo ascendió a Mayor, le confió la custodia de la plaza fuerte de Santa Ana y en 1889 lo ascendió a Gobernador del Departamento de Sonsonate, con capital en el Puerto La Unión.
Contra él se levantó el caudillo conservador Carlos Ezeta y en la lucha murió Menéndez en 1890. Plaza se plegó a Ezeta y fue ascendido a Coronel y destinado a la guerra contra Guatemala. Entonces se rebeló contra Ezeta el General José María Rivas, apoyando al Dr. Rafael Ayala, que como Vicepresidente de la República de El Salvador en tiempos de Menéndez era el llamado a asumir el mando. Plaza salió en defensa de Ezeta y fue derrotado por el General Letona, mereciendo la repulsa de su jefe Ezeta que hasta llegó a amenazarlo con el fusilamiento, pero después cambió de idea y lo envió a la frontera hondureña en persecución de unos guerrilleros. Llegado Plaza a la población de Sensuntepeque, que acababa de ser desocupada por los guerrilleros, la condenó al saqueo. Ezeta le premió con la Subsecretaría de Guerra y le mandó a la frontera con Guatemala.
Poco después, en audaz maniobra que tuvo buen resultado, Plaza y Antonio Ezeta, hermano del Presidente de la República de El Salvador, atacaron a Rivas en la capital salvadoreña, venciéndolo. De allí en adelante pasó a desempeñar la Inspección General de Aduanas, hasta que el General Amaya le convenció para conspirar contra Ezeta, pero la trama fue descubierta y fue expulsado a California.
Al arribar a Acapulco telegrafió a Antonio Ezeta pidiéndole protección y el presidente "le colmó de aprobios por su deslealtad" en dos telegramas que mandó a publicar en los periódicos.
Plaza comprendió que ya nada más podía hacer en Centroamérica, regresó a Panamá "donde lavó botellas", siguió a Guayaquil y tomó a consignación varios cientos de quintales de azúcar en Valdez y Cía. que llevó a vender a Nicaragua, donde se puso al servicio del presidente conservador Roberto Sacasa en 1892, contra quien conspiró al poco tiempo el General liberal Juan de Dios Zelaya, que triunfó en la batalla de Masalla.
Plaza figuró entre los vencidos, pero usando de la Influencia de Alfaro consiguió nuevamente entrar al ejército nicaragüense, aunque por poco tiempo, pues se dedicó a conspirar con un señor Ortiz hasta que fueron sorprendidos y expulsados a Costa Rica en 1893, donde el presidente Rafael Iglesias Castro el 8 de diciembre le nombró Comandante de armas del puerto de Alajuela con el grado de General.
Ese año y con motivo del serio conflicto con el Perú, se apresuró a enviar un telegrama ofreciendo su espada y persona en la defensa de la integridad territorial ecuatoriana y como el asunto no pasó a mayores, siguió viviendo en Costa Rica.
En junio del 95 se valió de cuanto medio estuvo a su alcance para que Alfaro le trajera a Guayaquil y no lo consiguió por su pasada conducta. En el puerto, varios familiares y amigos intercedieron en su favor y finalmente Alfaro consintió en su venida.
Llegó cuando el ejército había viajado a la sierra y estuvo en Cajabamba poco antes de la batalla de Gatazo, donde prestó oportuna ayuda a Medardo Alfaro en lo más recio del combate, en calidad de Jefe de Estado Mayor y a la cabeza del batallón Daule, que sostuvo en todo momento los fuegos.
Desde el 26 de enero de 1896 fue designado Gobernador del Azuay, pero renunció a las pocas semanas dejando en su reemplazo al Coronel Carlos Otoya, quien tuvo que hacer frente a la reacción conservadora del 23 de mayo de ese año, apoyándose en el Coronel Ullauri, para dispersar a los revolucionarios del Azuay.
A principios de junio regresó a la sierra y se puso a las órdenes del General Juan Francisco Morales, quien le nombró Comandante en Jefe de la Campaña del centro. El 3 de julio batió a las guerrillas conservadoras en Quimiag, al tiempo que el presidente Alfaro las arrollaba en Chambo. Luego siguió con Flavio Alfaro al punto denominado Santo Domingo y en Huapante derrotaron al Coronel Francisco Bucheli y lo ahuyentaron; en Cuenca la situación era muy diferente pues la ciudad acababa de ser ocupada por los conservadores del General Antonio Vega Muñoz. Alfaro se dio cuenta de la gravedad del momento y dejando de Gobernador del Chimborazo al coronel Daniel Andrade y de Comandante de Armas a Plaza, se trasladó con el grueso del ejército y tomó Cuenca el 23 de agosto, mientras Plaza abandonaba Riobamba y abría operaciones en el Tungurahua ayudado por el Coronel Pedro Concha que triunfó en Daldal el 18 de agosto.
En octubre asistió como diputado a la Convención Nacional que se inauguró en Guayaquil y Alfaro le obtuvo la concesión del Generalato, confirmándole el grado que ya había usado en Centroamérica.
En 1898 viajó a esas repúblicas. En 1900 fue Comandante en Jefe de las provincias del Sur con sede en Loja, salió electo Diputado por Esmeraldas y cumplió en todo con la voluntad del presidente Alfaro, incluso acostumbraba viajar las mañanas a Pomasqui donde veraneaba la familia presidencial y empezó a cortejar a América Alfaro, de solo quince años, hija del viejo luchador, quien como padre amoroso, se emocionó y hasta pensó en algún momento en planes matrimoniales.
En 1901 volvió a la Cámara de Diputados y con el apoyo oficial la presidió, respaldando todos los proyectos del gobierno, especialmente el relacionado con el empresario estadounidense Archer Harman para la construcción del ferrocarril Guayaquil.

## Primera presidencia
Para las elecciones presidenciales de 1901, se presentaron tres candidatos: el general Manuel Antonio Franco, el banquero García y el Dr. Manuel Benigno Cueva. El primero contaba con la oposición conservadora, que le atribuía el crimen del joven periodista Víctor León Vivar; García no era muy conocido en el país, y el tercero estaba invalidado legalmente por haber desempeñado la Vicepresidencia de la República entre 1897 y 1899.
Ante el fracaso de esas candidaturas, José Peralta, Abelardo Moncayo Esparza y el ambateño Juan Benigno Vela Hervas intercedieron reiteradamente ante el presidente Alfaro para que apoyara a Plaza.
El 11 de noviembre de 1900, se inauguró el primer comité placista en Quito y el 14, el de Guayaquil. Finalmente, Alfaro cedió.
Fue elegido presidente en las elecciones presidenciales de 1901, con 65.781 votos contra los 7.915 para Lizardo García, 182 del general Manuel Antonio Franco y 196 votos a favor de otras personas. Plaza apenas había cumplido los 36 años de edad, pero abrigaba firmes convicciones liberales en cuanto a la separación de la Iglesia y del Estado y gozaba de fama de mediador prudente.
Durante el proceso electoral, Alfaro y Plaza se distanciaron entre sí y ocasionaron el resquebrajamiento ideológico y político del Partido Liberal. Alfaro, arrepentido del apoyo dado, pidió a Gutiérrez que renunciara, pues había rumores de un entente de Plaza con los conservadores y no quería que el liberalismo, fue traicionado.

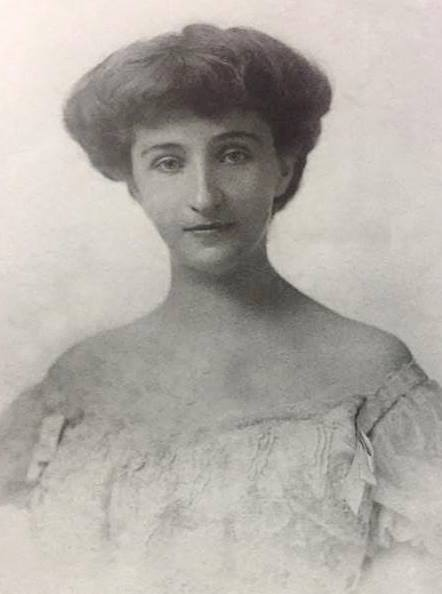
Avelina Lasso de la Vega (c. 1900).

Tomó posesión del mando el 1 de septiembre de 1901 y no designó a Alfaro para la Comandancia General del Ejército o para la Gobernación del Guayas, como se lo había prometido. El distanciamiento se evidenció aún más. "Plaza ocultaba la energía indomable de su carácter tras una permanente sonrisa placentera y tras una benevolencia ingénita que los observadores superficiales confundían con visible incapacidad para las grandes resoluciones”. Además, su matrimonio con Avelina Lasso Ascázubi le había abierto las puertas de la alta sociedad quiteña.
Su gabinete ministerial quedó conformado de la siguiente manera:
- Ministerio del Interior: Miguel Valverde.
- Ministerio de Relaciones Exteriores: César Borja Lavayen, que se excusó y dio paso a José Peralta.
- Ministerio de Instrucción Pública: Julio Arias.
- Ministerio de Hacienda: Juan Francisco Game.
- Ministerio de Guerra y Marina: Flavio Alfaro.

Entonces, con gran habilidad y fondos del Estado compró algunas plumas espléndidas y con dineros de los fondos fiscales hizo publicar periódicos como La Linterna y Sanción, y dio libertad de prensa. Suprimió la policía secreta, impuso orden en la marcha administrativa, intentó dar cierta sensación de honradez y hasta pasó por tacaño en los gastos públicos, pero no se paró en los medios para conseguir sus fines. Con gran sentido práctico procuró que se continuasen los trabajos del ferrocarril y prosiguió la política alfarista de reformas liberales a través de un Congreso dócil y obediente. El 3 de octubre de 1902 se dictó la Ley de Matrimonio Civil y Divorcio y el 13 de octubre de 1904 la Ley de Cultos. El 26 de junio de ese último año habíase producido un enfrentamiento armado en el puesto fronterizo de Angostero y el 28 ocurrió otro peor en Torres Causana, pero no se llegó a la guerra con el Perú.
En esa primera administración Plaza abrió las cárceles. Se despojó de las facultades omnímodas y suprimió la pena de ostracismo, recibiendo a los excombatientes fronterizos que también estaban cansados de tantas luchas y guerrillas, de suerte que su período restauró la armonía social del país.

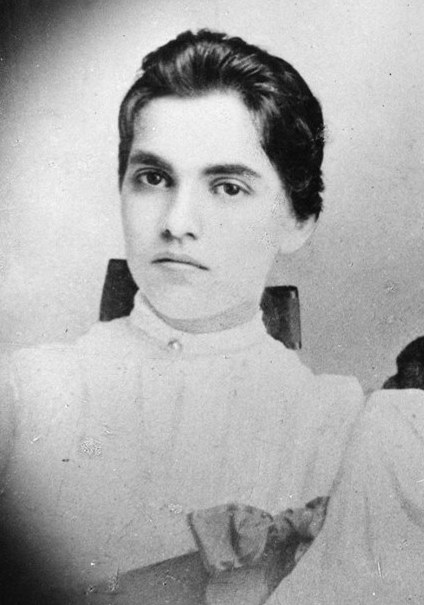
Diana Plaza de Wither, hermana del presidente ecuatoriano Leónidas Plaza Gutiérrez, que ejerciera como primera dama en el primer periodo de Gobierno debido a la condición de soltero de su hermano.

En 1904 se trató de poner fin al problema territorial con el Perú entregándole una salida al Pacífico al Brasil, lo que no pudo ser aplicado. La obra del ferrocarril avanzó hasta Alausí y se construyó el famoso paso de la nariz del diablo; sin embargo, la reacción clerical continuó activa y los conatos de sublevación, aunque en menor escala que con Alfaro, siguieron produciéndose en la sierra.
Al término de su período impuso la candidatura oficial de Lizardo García, antiguo oponente suyo en 1901 y luego su aliado común contra Alfaro. García triunfó ampliamente, asumió el poder el 1 de septiembre de 1905 y designó a Plaza Enviado Extraordinario y Ministro Plenipotenciario en Washington.
Plaza había demostrado en el ejercicio del poder ser un hombre "frío, calculador, no violento, que en las reuniones sociales gustaba cambiar los pesados bailes de etiqueta con las rumbosas chilenas, no sin disgusto de las aristrocráticas damas, pero con gran regocijo de la democrática concurrencia. Era amigo de ganarse la buena voluntad de todos y no le importaba prometer en falso cualquier cosa y eludir luego el cumplimiento con una excusa y una delicada sonrisa, que aún al perjudicado por la falsía le cortaba las alas para ir a engrosar las filas de la oposición. Andaba por las calles sin escolta, sin el andamiaje de la etiqueta presidencial. No se incomodaba ni ante los insultos más groseros ni ante los ataques más despiadados a su honra", según opinión del historiador Wilfrido Loor Moreira.
El 1 de enero de 1906 estalló en Riobamba la revolución alfarista y tuvo que regresar inmediatamente a Guayaquil llamado por el vicepresidente de la República  Alfredo Baquerizo Moreno. Arribó el 18 de enero de 1906, tres días después de ocurrida la batalla de Chasqui que abrió las puertas de Quito a la revolución, pero ni eso lo inmutó y lanzó su célebre frase: "Esta revolución se la sofocará a sombrerazos" y se proclamó Director de la Guerra. El día 19, en vista de que el presidente García se había asilado en la embajada de Colombia en Quito, reconoció como gobierno legítimo al del vicepresidente Baquerizo, quien formó su gabinete; pero ese mismo día el Cuerpo de Policía de Guayaquil se declaró por Alfaro, abrió las puertas del cuartel al pueblo, repartieron fusiles y municiones y reconocieron a Emilio Arévalo como Jefe Civil y Militar de la plaza. Al mediodía atacaron el Cuartel de Artillería y el batallón Vencedores. En medio del fragor del combate. Plaza, con el revólver en la mano y viéndose amenazado de muerte, se embarcó a Panamá, siguió a New York y llevó vida de proscrito durante cinco años hasta septiembre de 1911, siendo recibido en Quito con estruendosas ovaciones, cuando regresó en esa fecha.
Alfaro se había caído a consecuencia de un cuartelazo militar y gobernaba constitucionalmente el presidente Emilio Estrada, quien designó a Plaza en el Ministerio de Hacienda, donde permaneció poco tiempo, renunciando por diferencias de criterio con el primer magistrado, para ocupar una diputación por Esmeraldas.
Muerto Estrada el 21 de diciembre de ese año, se encargó del poder ejecutivo Carlos Freile Zaldumbide, que pasó a ser un títere en manos de Plaza, por el temor reverencial que le guardaba, Al día siguiente Plaza lanzó su candidatura a la presidencia en Quito y fue respondido el 28 de diciembre de 1911 con la proclamación de la Jefatura Suprema del general Pedro J. Montero en Guayaquil. Así las cosas, arribó Alfaro al puerto, mientras subía el ejército a la sierra comandado por Flavio Alfaro y bajaba de la sierra otro ejército a las órdenes de Plaza y del general Julio Andrade.
Los primeros encuentros se dieron en los cerros cercanos a Huigra el 11 de enero de 1912 y fueron favorables al ejército de la sierra, que el 14 arribó en tren a Naranjito, ocupando esa plaza tras largo tiroteo. De allí a Guayaquil solo había un paso, que fue muy disputado.
La población de Milagro, con Enrique Valdez a la cabeza, plegó a Plaza. Alfaro aconsejó desde Guayaquil el abandono de Yaguachi, más su sobrino Flavio no le obedeció y el día 17, haciendo prodigios de valor, resistió varias horas de cruento ataque, fue herido en un muslo y perdió su caballo. Por eso tuvo que retirarse Flavio a Guayaquil, como había sido el plan original y a su arribo fue cancelado por Montero, dividiéndose aún más el liberalismo con la separación de los Flavistas. Plaza llegó a enterarse de esto y les mandó a proponer la paz, que fue aceptada en principio.
El 20 se reunieron los comisionados en Durán. Las bases fueron presentadas por los monteristas y el 21 las aprobó Plaza, quien accedió a dar amplias garantías a los vencidos. El 22 entró en el puerto y lo primero que hizo fue mandar a apresarlos, pues en la confianza de que se respetaría lo firmado, los vencidos ni siquiera habían buscado asilo.
Los cónsules de los Estados Unidos e Inglaterra Hermán Drietrich y Alfred Cartwright, respectivamente, como testigos de honor en Duran, empezaron a gestionar la libertad de los caudillos. El canciller ecuatoriano Carlos R. Tobar protestó de esta intromisión ante el ministro yanqui Evan E. Yong, que por esa circunstancia tuvo que ordenar al cónsul Dietrich, que se abstuviere de tomar parte en la política interna del país y limitara sus atribuciones al cumplimiento de los deberes de su cargo. 
Ese mismo día, 24 de enero, arribó a Guayaquil el ministro de Guerra Juan Francisco Navarro, quien tomó a su cargo la dirección de la situación y ordenó a Plaza que iniciara consejo de guerra a Montero.
Plaza telegrafió al encargado Freile Zaldumbide pidiéndole autorización para permitir la salida del país de los prisioneros, pues temía justamente por sus vidas, pero se le contestó que debía remitirlos a Quito.
Por la tarde del 25 de enero de 1912, al instalarse el consejo de guerra en la Gobernación, el sargento primero Alipio Sotomayor, de la compañía del Batallón n.º 1 de Guayaquil, le disparó un tiro de pistola en la frente a Montero. Luego botaron casa abajo el cadáver, lo arrastraron hasta la plaza de San Francisco e incineraron. Plaza concurrió esa noche al sitio de los acontecimientos e hizo recoger los restos. Entonces apreció en toda su magnitud la gravedad de la situación y comprendiendo que los prisioneros estaban perdidos si eran trasladados a Quito, optó por ausentarse a Manabí dizque a pacificarla, cuando dicha provincia estaba en paz.
A última hora el gobierno dio contraorden cuando los prisioneros habían realizado más de la mitad del trayecto y era imposible su regreso, de suerte que Alfaro y sus tenientes ingresaron al panóptico de Quito a las doce del día del 28 de enero de 1912 y poco después eran bárbaramente asesinados y sus cadáveres arrastrados hasta El Ejido, donde se les incineró.
Olmedo Alfaro y varios connotados escritores como José Peralta, Roberto Andrade, Vargas Vila, Manuel de Jesús Andrade Suárez escribieron largamente sobre el tema. Plaza resultó el principal acusado, el sumario terminó con una sentencia tardía y meramente declarativa. Mientras tanto habían surgido tres candidatos presidenciales: Plaza por los liberales antialfaristas, Julio Andrade por los liberales moderados y Carlos R. Tobar por los conservadores. Esta división dio lugar a que muchos liberales solicitaran una asamblea en Quito, Plaza se opuso y sus partidarios gritaron "Plaza o bala. Plaza o nadie".
La tarde del 4 de marzo de 1912 se acentuaron los rumores de un golpe de Estado en favor de Plaza y para evitarlo Freile Zaldumbide ordenó el cambio de tres altos oficiales comprometidos. El Ministro de Guerra, que estaba con Plaza, le puso en alerta, y éste se encaminó a protestar. Freile Zaldumbide trató de explicarle de buenas maneras que solo se trataba de una separación de ciertos oficiales politiqueros, pero fue replicado: "Entienda, que si persiste en ese cambio de jefes, los cuerpos se pronunciaran y no respondo si Ud. y su Gabinete son arrastrados por las mismas calles que lo fueron los Alfaro". El encargado del poder, más muerto que vivo, se asustó y llamó al general Julio Andrade. "El general Plaza acaba de salir de aquí y ha venido para amenazarme con un cuartelazo y con hacernos arrastrar". Andrade le tranquilizó y esa misma tarde el encargado reiteró su orden al Ministro Navarro, pero este fue a donde Plaza a seguir complotando.
El gobierno tuvo noticias de esa nueva reunión y convocó a una conferencia en el Palacio de Gobierno para el día siguiente, a la que concurrieron el encargado del poder, sus Ministros y los generales Plaza y Andrade. Lo que allí se trató y dijo ha sido muchas veces publicado. Andrade enrostró a Plaza su doblez y díjole: "Mientras yo viva, no será Ud. presidente de la República del Ecuador". Plaza palideció y optó por retirarse con Navarro.
Entonces se produjo en el gabinete la euforia que es de imaginar y le fue ofrecida a Andrade la cartera de Guerra, que aceptó en principio, pero luego meditó mejor y lo consideró impropio de su condición de candidato presidencial; por eso prefirió dirigirse al Ministerio para conferenciar con su amigo Navarro, a quien halló con varios oficiales. "Tengo que hablarle en reserva de un asunto importante". Navarro le replicó "Hable no más, aquí todos somos de confianza". -"Si Ud. no quiere oírme en reserva, se lo diré públicamente. Está Ud. destituido y yo he sido nombrado para esa cartera". El Ministro quedó anonadado, pero reaccionando inmediatamente hizo salir a todos y dióle explicaciones, que Andrade cometió la debilidad de aceptar, pues le consideraba su amigo; sin embargo, le hizo jurar por su honor que cumpliría las órdenes del encargado del poder, tras lo cual le condujo amistosamente al gabinete presidencial, donde Navarro hizo reiteradas protestas de lealtad y se retiró aparentemente de a buenas. Entonces Andrade aceptó el Ministerio de Instrucción Pública y poco después se sirvieron una copa de champán en casa de Freile Zaldumbide.
Plaza, después de la escena del gabinete, se encontraba muy deprimido y había resuelto partir a Guayaquil donde posiblemente hubiera hallado el apoyo militar que necesitaba, pero varios amigos suyos lo impidieron y se le unió Navarro, quien acababa de salir del gabinete. Fue pues, en ese momento, que Plaza, Navarro y los tres jefes que querían separar a Freile Zaldumbide, empezaron a tramar el cuartelazo militar y quizá hasta la muerte de Andrade, único obstáculo para la subida de Plaza al poder.
Entretanto el intendente Leopoldo Narváez pasó a la casa Presidencial y comunicó al encargado y a sus Ministros que Plaza se hallaba en esos momentos conferenciando con los Jefes de los cuerpos. Andrade contestó "Mejor que mejor, vamos a visitar los cuarteles". Allí les vitorearon y el encargado y sus Ministros se retiraron a sus domicilios.
Esa tarde, a las cinco, del 6 de marzo de 1912, se organizó un mitin de Plaza, quien habló desde el balcón de su casa mientras Navarro visitaba los cuarteles y Freile Zaldumbide era alertado.
A las ocho de la noche hubo otro mitin placista que disolvió la policía, pero ya el intendente Narváez había sido comprometido por Navarro y actuaba con ellos, pues a esa hora se fue con el Jefe de Zona y cosa de sesenta oficiales más al cuartel Central de Artillería y desde allí envió Navarro su renuncia, a la que se unió la del Ministro de Hacienda J. Federico Intriago, también comprometido.
A las nueve de la noche se reunió el Gabinete. Andrade comprendió que el golpe se daría a la medianoche y fue al cuartel de Policía donde finalmente se hizo cargo de la cartera de Guerra, mientras el encargado y el resto del gabinete se trasladaban a la intendencia; a las doce se insurreccionó la policía a favor de Plaza y cuando Andrade salió a enfrentarlos, el subteniente de Policía Alfredo García le disparó.
Muerto Andrade, se hizo cargo de la situación Plaza, arrestó en sus domicilios al encargado del poder y al candidato presidencial conservador Tobar, su antiguo asesor y le ordenó a Francisco Andrade Marín que asumiera la presidencia de la República.

### Ministros de Estado
| Ministerio                          | Ministro                 |
| ----------------------------------- | ------------------------ |
| Ministerio de Guerra y Marina       | Flavio Alfaro            |
| Ministerio de Guerra y Marina       | Rafael Arellano          |
| Ministerio de Instrucción Pública   | Julio Arias              |
| Ministerio del Interior             | Miguel Valverde          |
| Ministerio del Interior             | Gonzalo Córdova          |
| Ministerio de Hacienda              | Juan Francisco Game      |
| Ministerio de Relaciones Exteriores | Alfredo Baquerizo Moreno |
| Ministerio de Relaciones Exteriores | Miguel Valverde          |

Fuente:

## Segunda presidencia

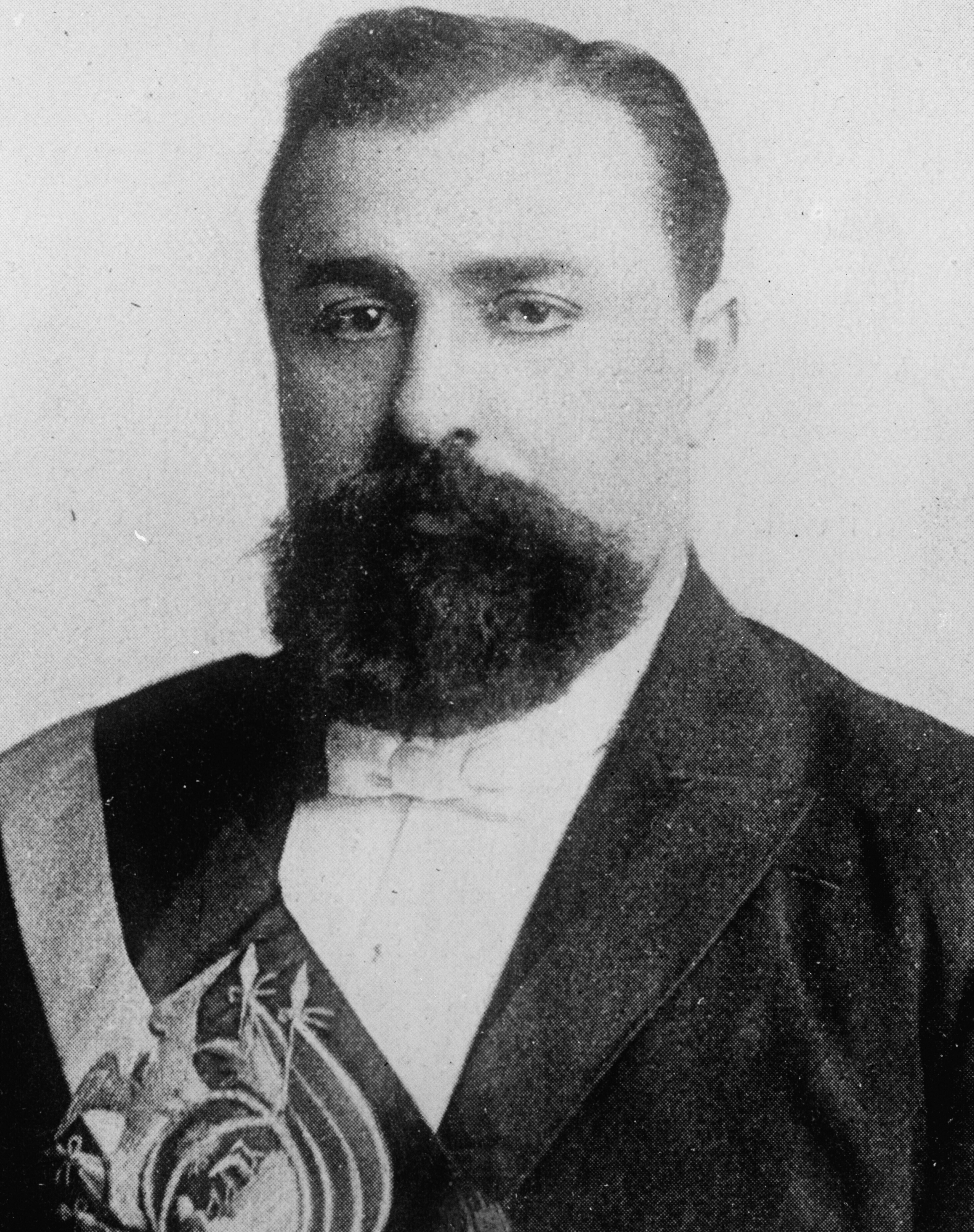
Fotografía de Leónidas Plaza Gutiérrez durante su segundo mandato.

Se realizaron las Elecciones presidenciales de Ecuador de 1912, en las mismas triunfó Plaza ampliamente y prácticamente no tuvo opositor.
El 1.º de septiembre de 1912 asumió el mando y designó gabinete de la siguiente manera: En Interior Modesto A. Peñaherrera. En Relaciones Exteriores Antonio E. Arcos. En Instrucción Pública León Becerra. En Hacienda Juan Francisco Game y en Guerra y Marina Juan Francisco Navarro.
Y hubiera gobernado en paz de no haberse producido el 24 de septiembre de 1913 la Guerra de Concha  en Esmeraldas, que conmocionó no solamente esa provincia sino también al país por más de tres años.
Inicialmente Concha fracasó en el asalto al cuartel de la capital de Esmeraldas y tuvo que replegarse a Tachina donde se fortificó. El 29 arribó el ministro de Guerra en el cazatorpedero "Libertador Bolívar" y hubo un desembarco de tropa, más los revolucionarios detuvieron a las avanzadas gobiernistas en Vinzade y Viche y las dispersaron.
Ante ese fracaso Plaza envió al Coronel Manuel Velasco Polanco con 1.244 hombres de refuerzo del batallón "Constitución" y una sección de artillería. Velasco avanzó nuevamente hacia el norte y entre el 10 y el 12 de diciembre se mantuvo cercado en "El Guayabo", hasta que desesperado, intentó una retirada por Chinca, pero perdió el rumbo y tuvo que capitular. Entonces, ya libre el camino de enemigos, Concha entró triunfador en Esmeraldas el 16 de ese mes y como las autoridades abandonaron el resto de la provincia, esta pasó enteramente a su poder.
Plaza comenzó 1914 sintiéndose solo, acusado y acosado, pues no podía renunciar la presidencia como hubiera sido lo más lógico para obtener la paz de la república, por temor a que le removieran los juicios criminales iniciados por el arrastre de los Alfaro y el asesinato de Julio Andrade. Además, la situación fiscal se había deteriorado desde 1912 al punto que los empleados se encontraban impagos y las obras públicas detenidas y para superar la crisis solo atinó a contratar varios empréstitos millonarios con el Banco Comercial y Agrícola de Francisco Urbina Jado en Guayaquil, al que se le permitió emitir billetes sin respaldo metálico, iniciándose un proceso inflacionario de agudas consecuencias.
Urbina Jado se convirtió por obra y gracia de esta errada política, en el factótum del país, pues quitaba y ponía gabinetes a su antojo.
El 10 de enero de 1914 Plaza ordenó al "Libertador Bolívar" y al "Constitución" que bombardearan la población inerte de Esmeraldas, como medida desesperada para ablandar a los revolucionarios, pero solo consiguió incendiarla. Este crimen contra la población civil que nada tenía que hacer en política, le granjeó el odio del elemento pensante del país y no trajo beneficio alguno a la paz de la República, pues la revolución continuó con mayores bríos.
A fines de ese mes envió a Esmeraldas al Coronel Enrique Valdez Concha, sobrino del caudillo rebelde, y el 27 de febrero entró Plaza en la rada de Esmeraldas para tomar a cargo las operaciones bélicas, dejando en Quito encargado del poder al Dr. Alfredo Baquerizo Moreno.
Al día siguiente siguió a Limones con el ministro Navarro e intentaron un desembarco. Nuevamente en Esmeraldas, en compañía de su Estado Mayor, ordenó para el 15 de marzo un nuevo desembarco en Atacames, que trajo como consecuencia la desocupación de Esmeraldas por las tropas conchistas y su ocupación por el gobierno.
Navarro regresó a Quito, Plaza quedó al frente de las tropas y designó al Coronel Moisés Oliva -uno de los tres oficiales cuya baja había ordenado Freile Zaldumbide en 1912- que avanzara hasta río Verde como Jefe de Operaciones, donde el 1.º de abril derrotó a una fracción revolucionaria.
Proseguida la marcha a Tachina, cuartel general de los guerrilleros conchistas. Oliva cometió el error de dividir sus fuerzas en dos columnas. Una con Valdez iría por el bosque y otra con él por la playa. El 10 de abril arribaron al estero de Tacusa situado antes del caserío de Camarones, donde fueron acorralados y sufrieron la más completa derrota. Valdez murió y Oliva se refugió en el "Cotopaxi".
Plaza quedó encerrado en Esmeraldas y temiendo un asalto a esa capital, hizo cavar trincheras.
El 15 de mayo, las fuerzas conchistas,, tomaron la hacienda "La Propicia”' ubicada al lado de la población, donde cayó prisionero el infeliz Oliva. Plaza consideró su situación desesperada, se refugió en el "Cotopaxi" y al día siguiente partió a Quito, dejando instrucciones para que sus tropas resistieran hasta el final.
Mientras tanto debía hacer frente a otras graves situaciones. En abril Carlos Andrade había levantado una montonera en el norte y tras intensos combates en las provincias de Imbabura y Carchi era aprisionado en "La Quinta". En junio Concha abrió operaciones sobre Manabí, cuyo litoral norte era Placista pero el Sur Alfarista. En noviembre se produjo una insurrección en Guadual y el diputado José Vicente Trujillo interpeló en el Congreso al Ministro de Guerra y Marina J. Federico Intriago; quien, para defenderse de la acusación de haber ordenado el bombardeo de la ciudad de Esmeraldas, tuvo que declarar que la orden la había impartido el propio Plaza, cuya situación personal y política estaba completamente debilitada.
En 1915 surgió el escándalo de la firma del tratado Muñoz Vernaza-Suárez por el que Ecuador cedió gratuitamente grandes extensiones territoriales a Colombia, sin conseguir nada a cambio, a no ser, la simple promesa de ese gobierno de no prestar auxilios a los revolucionarios antiplacistas.
En esa segunda administración Plaza inició los trabajos del ferrocarril Quito - San Lorenzo, se llevó a cabo la canalización de Quito, se comenzó el saneamiento de Guayaquil y el agua potable para Riobamba. Quito tuvo sus primeros tranvías eléctricos, inauguró el parque Bolívar, el Liceo Fernández Madrid y el monumento a los Académicos franceses. Guayaquil la casa de Artes y Oficios y Loja la de Gobierno. En Ambato se fundó el Instituto de Agronomía, vino de Alemania la I Misión Pedagógica presidida por Walter Hinmelmann que formó normalistas y técnicos; se expidió la Ley de Moratoria que terminó con el sistema bimetalista y se fundó el Normal Rita Lecumberry en Guayaquil, merced a la acción de los Ministros de Educación Luis Napoleón Dillon y Manuel María Sánchez Baquero.
Finalmente en 1916 logró terminar su período presidencial, no sin antes hacer triunfar la candidatura de su colaborador Alfredo Baquerizo Moreno, quien firmó el decreto de Amnistía con los revolucionarios conchistas de Esmeraldas.
De allí en adelante la influencia política de Plaza decayó notablemente aunque seguía apareciendo como el hombre fuerte en el ejército y era considerado el poder tras bastidores. Estaba pletórico y con sobrepeso, vivía dedicado a las faenas agrícolas en la hacienda "Zuleta", propiedad de su cónyuge Avelina Lasso Ascázubi, con quien mantenía un hogar feliz y numerosos hijos.
El 9 de julio de 1925 se produjo la revolución Juliana en Guayaquil. Un grupo de militares jóvenes se tomaron los cuarteles y apresaron a Francisco Urbina Jado. En Quito el golpe fue secundado y Plaza se asiló en la Embajada argentina. De allí salió a Guayaquil, donde inició un destierro voluntario en California bajo el pretexto de que las escuelas de los Estados Unidos eran buenas para sus hijos. Se encontraba decepcionado, avejentado y sin deseos de intervenir nuevamente en la vida política del país.
En 1929 el presidente Ayora autorizó su regreso. Su situación económica no era buena y la vida en los Estados Unidos le resultaba cara. Una molestosa diabetes amargó sus últimos años y para buscar cierta mejoría decidió viajar a la costa, pero al llegar a Huigra sufrió un vahído y bajado al andén de la estación falleció sobre un banco, posiblemente de infarto frente al busto del General Eloy Alfaro, el 17 de noviembre de 1932, a los 67 años de edad.
Su muerte fue comentada pero su figura no era querida ni reverenciada. Alto, garboso, blanco, atractivo, después se hizo grueso y algo presumido, aunque en sociedad campechano, amable y dicharachero, jovial y simpático. Gustaba usar una flor en el hojal y había sido aventurero y enamorador en su juventud, aunque después se tornó serio y circunspecto. La historia lo acusa de maquiavélico e implacable en el cumplimiento de sus designios.

### Ministros de Estado
>